# فريدي بريك
فريدي بريك (بالألمانية: Freddy Breck)‏ هو منتج أسطوانات ومغني وملحن ألماني، ولد في 21 يناير 1942 في زونهبرغ في ألمانيا، وتوفي في 17 ديسمبر 2008 في غوتآخ - إجرن في ألمانيا بسبب سرطان الرئة.

## وصلات خارجية
- الموقع الرسمي
- فريدي بريك على موقع IMDb (الإنجليزية)
- فريدي بريك على موقع ميوزك برينز (الإنجليزية)
- فريدي بريك على موقع ديسكوغز (الإنجليزية)
- فريدي بريك على موقع قاعدة بيانات الفيلم (الإنجليزية)
- فريدي بريك على موقع كينوبويسك (الروسية)